# بكير بن الأخنس السدوسي
بكير بن الأخنس السدوسي الليثى الكوفي وقيل: السدوسى، تابعي ومُحدث ثقة. روى لِهِ الْبُخَارِيّ فِي القراءة خلف الإمام، والباقون سوى الترمذي.

## روايته للحديث النبوي
- روى عن: أبيه الأخنس السدوسي، وأنس بن مالك، وعبد الله بن عباس، وعبد الله بن عمر بن الخطاب، ومجاهد بن جبر، وعطاء بن أبي رباح.
- روى عنه: الأعمش، ومسعر بن كدام، وزيد بن أبي أنيسة وأيوب بن عائذ وأبو إسحاق الشيباني وأبو عوانة.
- الجرح والتعديل: قال يحيى بن معين وأبو زرعة الرازي وأبو حاتم الرازي والنسائي: «ثقة». وقال محمد بن سعد البغدادي: «روى عن الصحابة، وهو قليل الحديث»، وقال الآجري: «سألت أبا داود عن بكير بن الأخنس فقال: "شيخ جائز الحديث"»، وقال العجلي: «كوفي ثقة»، وقال أبو حاتم الرازي: «هو قديم ما روى عنه شعبة ولا الثوري فلا أدري كيف روى عنه أبو عوانة ولا أين لقيه».[2]